# Survey-metodik
 Denne artikel bør gennemlæses af en person med fagkendskab for at sikre den faglige korrekthed.

Indenfor statistik er survey-metodik også kendt som spørgeundersøgelsesmetodik feltet som undersøger sampling af individer fra en population med et sigte mod at kunne drage konklusioner om hele populationen (statistisk inferens).
Meningsmålinger om den offentlige mening, som f.eks. politisk overbevisning, rapporteres i nyhedsmedierne i demokratier. Andre typer af undersøgelser anvendes til forskningsanvendelser. Undersøgelser yder vigtig information til alle slags forskningsfelter, f.eks. marketing-undersøgelser, psykologi, sundhedsvæsen og sociologi.
En undersøgelse kan fokusere på forskellige emner såsom præferencer (f.eks. for en statsministerkandidat), vaner (ryge- og drikkevaner) eller faktuel information (f.eks. indkomst), afhængig af formålet. Da undersøgelsesforskning altid baseres på sampling af en population, afhænger succesen af undersøgelsen på hvor populationsrepræsentativ den er.

## Mål og udfordinger
Spørgeundersøgelsesmetodologien søger at identificere principper om designet, dataindsamlingen, processeringen og analysen af undersøgelser i forbindelse med udgiften og kvaliteten af undersøgelsesestimater. Spørgeundersøgelsesmetodologi fokuserer på at øge kvaliteten indenfor udgiftsbegrænsningerne – eller alternativt, reducere udgiften for et bestemt kvalitetsniveau. Spørgeundersøgelsesmetodologi er både et videnskabeligt felt og en profession. En persons opgave, der arbejder med spørgeundersøgelser, er bl.a. at lave en stor mængde beslutninger om tusinder af individuelle undersøgelsesfacetter for at forbedre den.
Den vigtigste metodologiske udfordring for en person, der arbejder med spørgeundersøgelser, er beslutninger om hvordan man:
- Identificerer og udvælger potentielle samplemedlemmer.
- Kontakter samplede individer og indsamler data fra dem som er svære at nå (eller ikke umiddelbart har lyst til at svare).
- Evaluerer og tester spørgsmålene.
- Udvælger måden spørgsmålene stilles på samt indsamler svar.
- Træner og leder interviewerne (hvis de anvendes).
- Checker data for nøjagtighed og intern konsistens.
- Justerer undersøgelsesestimater for at rette for identificerede fejl.

Spørgeskemasystemer er internationalt kendt som Enterprise Feedback Management (EFM). Spørgeskemaundersøgelser kendes internationalt under begrebet surveys.

## Proces
Processen ved gennemførsel af spørgeskemaundersøgelser i et spørgeskemasystem omfatter typisk:
1. Oprettelse af en undersøgelse, hvor de grundlæggende oplysninger om undersøgelsen angives f.eks. dens afviklingsperiode.
2. Design af spørgeskema, hvor spørgeskemaet oprettes med de spørgsmål, der skal besvares. Spørgsmål kan være én af flere spørgsmålstyper med åbne og lukkede svarmuligheder, de kan tilknyttes forskellige former for valideringer, der sikrer relevante svar fra respondenterne samt "aktiveringer" og "spring", der kan sikre en hensigtsmæssig og meningsfyldt besvarelsesrækkefølge.
3. Distribution og indsamling, hvor spørgeskemaet distribueres til (dvs. gøres tilgængeligt for) de ønskede respondenter (svarpersoner), f.eks. via webbet, e-mail, brev eller telefon. Efterhånden som respondenterne gennemfører spørgeskemaerne, gemmes besvarelserne i systemet. Ofte tillader et spørgeskemasystem, at brugeren løbende kan følge med i, hvordan indsamlingen skrider frem.
4. Analysearbejde, hvor de indsamlede svar danner udgangspunkt for statistisk analysearbejde, midlertidige analyser og stikprøver med anvendelse af værktøjer såsom filtrering, opdeling og vægtning. Typisk kan der vælges mellem forskellige analysetyper til visning af analyseresultater.
5. Afrapportering, hvor undersøgelsesresultater gøres tilgængelige for andre f.eks. ved at rundsende detaljerede analyserapporter via e-mail eller publiceres dem nettet. Visse spørgeskemasystemer understøtter at analysedata og grafik kan eksporteres til viderebearbejdning i andre programmer og at eksterne brugere kan tildeles adgang til analyseresultaterne.

### Analysetyper
Til visning af analyseresultater kan f.eks. anvendes:

#### Frekvensanalyse
I frekvensanalyser findes frekvensfordelingen af respondenters svar for alle lukkede spørgsmål. Disse svar sammentælles i tabeller. For åbne kommentarfelter og talfelter vises det konkrete svar for hver respondent.
En frekvenstabel/figur på et lukket spørgsmål angiver, hvor mange respondenter (svarpersoner) der har valgt hver af spørgsmålets svarmuligheder. Endvidere vises den relative svarfordeling af respondenter, der har besvaret spørgsmålet, i procent, for hver af de mulige svarkategorier.
I frekvensfordeling tabeller sammentælles respondenters svar for alle lukkede spørgsmål. For åbne

#### Krydstabulering
I krydstabuleringer illustreres sammenhængen mellem to spørgsmål med faste svarmuligheder. Dermed kan forskellige respondentgruppers (grupper af svarpersoner) besvarelser af spørgsmål sammenlignes.
Ofte kan værdierne vises i enten antal eller procent eller i en kombination.

#### Indeksanalyse
Indeksanalyser bliver præsenteret på baggrund af en skala fra 0 til 100, hvor den laveste værdi i skalaen bliver omregnet til værdien 0, og den højeste bliver omregnet til værdien 100, og de mellemliggende værdier bliver omregnet forholdsmæssigt på denne skala.
På denne måde kan man sammenligne værdier på tværs af spørgsmålsvariable. Antag, at der i samme undersøgelse er et tilfredshedsspørgsmål, hvor folk har svaret på en 5-punktsskala og et spørgsmål, hvor folk har svaret på en 7-punktsskala. Med en indeksanalyse omregnes værdierne, så de to spørgsmål direkte kan sammenlignes.
Indeksanalyser er især egnet ved spørgsmål, der benytter den såkaldte Likert-skala (dvs. spørgsmål med graduerede skalaer).

#### Gennemsnitsanalyse
Ved en gennemsnitsanalyse beregnes gennemsnittet af et spørgsmål ved at summere alle værdier af spørgsmålet og dividere med antallet af svar på spørgsmålet.
Ved åbne numeriske spørgsmål beregnes på den værdi, en respondent har skrevet, og ved skalaspørgsmål beregnes på de værdier, de enkelte svarmuligheder er blevet tildelt i systemet.
Ved en gennemsnitsanalyse kan man få vist Observeret minimum og Observeret maksimum, som er hhv. den mindste og største værdi af variablen, som indgår i beregningen. Dette med henblik på at afsløre evt. ”ekstreme” værdier, som påvirker gennemsnittet uhensigtsmæssigt.

#### Observationsanalyse
Ved en observationsanalyse vises og sammenholdes de svar, som respondenter (svarpersoner) har afgivet på undersøgelsens spørgsmål. Observationsanalyser bruges primært til at få vist respondenternes tekstsvar, dvs. eventuelle kommentarer.

## Udvælge samples
Undersøgelsessampling kan groft set inddeles i to typer: stokastisk sampling og ikke-stokastisk sampling. Stratificeret sampling er en sandsynlighedsmetode sampling så underpopulationer indeni en overordnet population identificeres og inkluderes i de udvalgte samples på en balanceret måde.

## Dataindsamlingsmåder
Der er flere forskellige måder at administrere en undersøgelse på. Valget mellem administrationsmåder bliver påvirket af forskellige faktorer, inklusiv:
1. udgift
2. dækning af målpopulationen
3. fleksibiliteten af de spurgte spørgsmål
4. respondenternes villighed til at deltage
5. respons nøjagtigheden

Forskellige metoder skaber indvirkninger som ændrer hvordan respondenterne svarer – og forskellige metoder har forskellige fordele. De mest almindelige administrationstyper kan opsummeres som:
- Telefon
- Mail (e-post)
- Online spørgeundersøgelser
- Personlig i-hjem spørgeundersøgelser
- Personlig vej spørgeundersøgelse
- Blandinger af ovenstående.

## Design af spørgeundersøgelser
Generelle regler for skrivning af gode spørgsmål gives i klassiske spørgeundersøgelsesbøger.
En opsummering af disse regler blev lavet af Ten Brink (1992).
- Regel 1. Anvend korrekt stavning, tegnsætning og grammatik.
- Regel 2. Anvend specifikke spørgsmål. For eksempel, "læste du en avis i går?", i stedet for "læser du en avis?".
- Regel 3. Anvend en kort introduktion til spørgsmålet. På denne måde genopfrisker du ikke kun respondentens hukommelse, men forklarer også hvad du mener med de begreber du anvender. For eksempel, med vine, mener du ikke kun rødvin og hvidvin, men også likører, sherry, bordvin og muserende vine.
- Regel 4. Undgå anvendelsen af tekniske termer og jargon. En undtagelse til reglen er spørgsmål som laves til en specifik gruppe af respondenter, som jævnligt anvender jargon, f.eks., læger, sagfører og forskere.
- Regel 5. Undgå spørgsmål som ikke har et simpelt svar. For eksempel, "kan du lide at gå og cykle til skole?". Nogle kan lide at gå, men ikke lide at cykle, kan ikke svare rigtigt på dette spørgsmål.
- Regel 6. Undgå negative fraser, f.eks., "skal skolen ikke renoveres?". Dette kan lede til forvirring og gøre det mere besværligt at svare rigtigt.
- Regel 7. Undgå ord og udtryk der er flertydige.
- Regel 8. Undgå stereotyper, stødende og følelsesladet sprog. Se også undersøgelsesetik